# 皮书
在中文中，皮书是对蓝皮书、绿皮书、白皮书等“某颜色+皮书”一类出版物的概称，通常指一个政府或组织机构就某一领域正式发表的重要文件或报告，其出版一般具有连续性，一般一年出一次，对本年度该领域的情况做一个总体的分析、预测和报告。

## 各色皮书
“皮书”与颜色词组合成一个固定短语，以其封皮颜色而名。各色皮书根据颜色不同，一般都具有不同的含义：
- 白皮书：白皮书是最早使用“皮书”一词的，因最早用白色羊皮作封面而得名。专门用于发表政府的重要文件和报告，一般非政府组织不能使用白皮书形式进行发布[2]。
- 蓝皮书：一般用于专家或专业机构对某领域的年度研究报告，蓝色代表客观描述
- 黄皮书：一般用于专家对某领域中的问题所作的分析和预测，黄色代表警示和注意
- 绿皮书：一般用于专家对人民生活领域所作的分析报告，绿色代表人民生活的品質
- 黑皮书：一般用于对某领域发表的批评或批评性阐述
- 橙皮书：橙皮书一般带有预警，需要引起注意的内容
- 红皮书：红色有威胁、警戒的意思，一般用于关于危机警示的研究报告

但是随着皮书一词的广泛使用，有些书只是根据书的颜色指称该书籍，有些颜色的皮书也并没有特别的含义。